# Affinity (album de Haken)
Pour les articles homonymes, voir Affinity.
Albums de Haken
The Mountain
(2013) Vector
(2018)
Singles
1. Initiate
Sortie : 18 mars 2016
2. The Endless Knot
Sortie : 15 avril 2016

Affinity est le quatrième album studio du groupe britannique de metal progressif Haken, sorti le 29 avril 2016 sous le label InsideOut Music.

## Liste des titres
| 1.    | affinity.exe     | 1:24  |
| 2.    | Initiate         | 4:16  |
| 3.    | 1985             | 9:09  |
| 4.    | Lapse            | 4:44  |
| 5.    | The Architect    | 15:40 |
| 6.    | Earthrise        | 4:48  |
| 7.    | Red Giant        | 6:06  |
| 8.    | The Endless Knot | 5:50  |
| 9.    | Bound by Gravity | 9:29  |
| 61:26 |                  |       |